# 세네카족

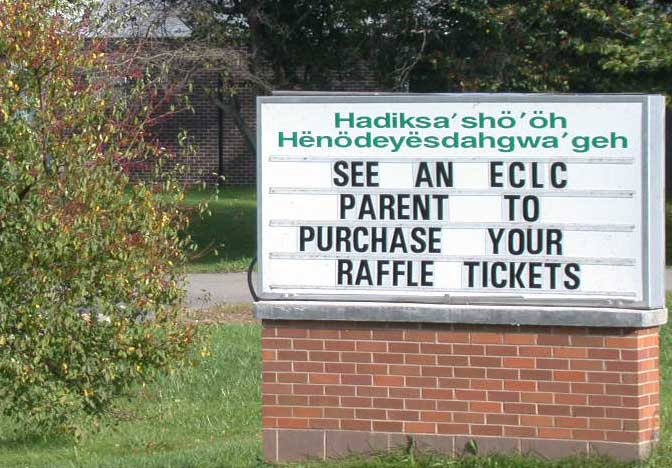

세네카족 혹은 오논도와가(Onondowahgah)는 이로쿼이 연맹을 구성했던 부족이며 가장 서쪽에 살았다. 그래서 모호크족이 "긴집(롱하우스)의 동쪽 문지기"인것처럼 세네카족은 이로쿼이 "긴집(롱하우스)의 서쪽 문지기"라고도 불렸다. 하지만 그들 스스로는 '산의 사람들'이라는 뜻인 오논도와가 혹은 오난도와가(Onondowahgah, Onandowaga)라고도 불린다. 그들은 대부분이 뉴욕에 살지만 일부는 캐나다로 달아나거나 오클라호마로 강제 이주 당했다.

## 이름의 기원
이들의 이름은 마을 이름인 Osininka(오시니카)라는 낱말에서 유래 되었다는 설이 있다. 그렇지만 이들을 비하하는 뜻에서 유래된 말이 있다고 한다.

## 같이 보기
- 이로쿼이 연맹
- 세네카어